# 因迪加河
因迪加河是俄羅斯的河流，由涅涅茨自治區負責管轄，河道全長193公里，流域面積約3,790平方公里，河水主要來自融雪，每年十月至翌年五月結冰。